# Reinga waipoua
Reinga waipoua är en spindelart som beskrevs av Forster och Wilton 1973. Reinga waipoua ingår i släktet Reinga och familjen Amphinectidae. Inga underarter finns listade i Catalogue of Life.